# JMonkeyEngine
jMonkeyEngine (jME) — игровой движок, предназначенный для создания современных трёхмерных приложений, активно использующих шейдеры. jMonkeyEngine написана исключительно на языке программирования Java и использует по умолчанию LWJGL для рендеринга. Полностью поддерживаются версии OpenGL со второй по четвёртую.
jMonkeyEngine — проект с открытым исходным кодом. Он используется рядом коммерческих компаний, специализирующихся на производстве компьютерных игр, и образовательных учреждений. По умолчанию jMonkeyEngine 3 поставляется вместе с SDK.

## jMonkeyEngine 3 SDK
Сам по себе jMonkeyEngine — лишь набор библиотек, служащий для низкоуровневой разработки игровых приложений. Однако, при использовании его вместе с интегрированной средой разработки, например официальным jMonkeyEngine 3 SDK, превращает его в высокоуровневый инструментарий разработки графических приложений. SDK основан на платформе NetBeans, позволяющей использовать графические редакторы и плагины. Помимо стандартного центра обновлений NetBeans, SDK имеет собственный репозиторий плагинов, позволяющий выбирать между стабильными и ежедневными сборками. Поддерживает разработку приложений под Android.
Примечание: «jMonkeyPlatform» и «jMonkeyEngine 3 SDK» — одно и то же.

## Ardor3D
Ardor3D — открытый профессиональный трёхмерный игровой движок, написанный полностью на Java и использующий OpenGL для визуализации. Он предназначен для использования в высокопроизводительных играх и симулирующих приложениях. Есть возможность его использования для программирования игр под платформу Android.
Движок послужил основой для ряда игр и приложений NASA.

### История создания
23 сентября 2008 года Джошуа Слэк и Рикард Херлитц создали форк jMonkeyEngine, из-за несогласия с наименованием, лицензированием, структурой сообщества последнего. Также они ставили перед собой задачу создать высокопроизводительный графический движок с коммерческой поддержкой.
Первый релиз состоялся 2 января 2009 года.